# 영국-인도 관계
영국-인도 관계는 인도와 영국 및 북아일랜드 간의 국제 관계이다. 인도는 런던에 고등판무관 사무소를 두고 있으며 벨파스트, 버밍엄, 에든버러, 맨체스터에 총영사관을 두고 있다. 영국은 뉴델리에 고등판무관 사무소를 두고 뭄바이, 아마다바드, 첸나이, 벵갈루루, 하이데라바드, 콜카타에 여섯 개의 부고등판무관 사무소를 두고 있다. 두 나라 모두 영연방의 정회원국이다.
영국에는 150만 명이 넘는 인도 디아스포라가 있다. 데이비드 캐머런 전 영국 총리는 2010년 영국-인도 관계를 "새로운 특별한 관계"라고 설명했다. 2014년 BBC 월드 서비스 여론조사에 따르면 인도인의 43%는 영국의 영향력을 긍정적으로, 27%는 부정적으로 보고 있다. 마찬가지로 영국인의 45%는 인도를 긍정적으로, 25%는 부정적으로 보고 있다.
2022년 10월 25일, 리시 수낵은 영국 총리로 임명되어 아시아계 영국인 최초이자 인도계 최초로 총리직을 맡게 되었다.

## 역사

### 영국령 인도
1857년 인도 세포이들이 영국 장교들에게 반란을 일으킨 인도 반란 이후, 동인도 회사는 다음 해에 해산되었다. 영국 동인도 회사의 자산이 너무 커져서 영국 정부가 개입하여 회사의 영토와 조약 협정을 장악하기로 결정했다. 인도는 대영 제국이 아시아 전역으로 확장하는 주요 거점 역할을 했으며, 독립할 때까지 제국의 가장 중요한 자산이자 주요 수입원이자 군인으로 남아있었다. 작은 무역 전초기지에서 인도는 제국 내 제국이 되었으며, 영국 왕실의 보석과도 같은 존재가 되었다.

## 경제
인도는 영국에서 두 번째로 큰 외국인 투자국이다. 영국은 인도의 무역 파트너로서 18위, 인도의 투자국으로서 모리셔스와 싱가포르에 이어 세 번째로 높은 순위를 차지하고 있다. 양국 간에는 관계를 강화하기 위한 많은 양자 무역 협정이 체결되어 있다. 예를 들어, 2005년 뉴델리에서는 양방향 양자 투자를 촉진하기 위한 공동 경제무역위원회(JETCO)가 출범했다.

## 교육
다양한 인도 학생들이 더 높은 수준의 교육을 받기 위해 영국으로 유학을 떠났다. 2004년부터 2009년까지 영국에서 공부하는 인도 학생 수는 10,000명에서 20,000명 이상으로 두 배로 증가했다. 2009년까지 인도는 영국으로 유학을 보내는 상위 10개국 중 하나였다. 학생 수가 증가함에 따라 영국 정부와 인도 정부는 협력하기로 합의했다.
2010년 영국-인도 정상회담에서 영국과 인도 총리는 인도 교육 및 연구 이니셔티브(UKIERI)를 시행하여 교육을 지원하기로 합의했다. 이 정상회담에서 캐머런 총리는 "교육은 인도와 영국이 상호 이익을 위해 일부 이점을 활용할 수 있는 분야"라고 말했다. 그는 이어서 더 높은 교육의 질이 모두에게 기회를 제공하여 인도의 경제 성장을 촉진하고 빈곤을 극복할 수 있다고 말했다. 그러나 교육이 시행된 후 영국에서 공부하는 인도 학생 수는 양국 정부의 기대만큼 증가하지 않았다.

## 문화적 관계

### 문화사
영국 고고학자들과 문화 애호가들은 식민지 시대 동안 인도-무슬림 시대에 사라지기 시작한 일부 이슬람 이전 유산을 재발견하고 공개하는 데 중요한 역할을 했으며, 일부 무굴 기념물도 보존했다.

### 종교
기독교는 영국 통치 기간 동안 많은 인도인들에게 부정적으로 인식되기 시작했는데, 이는 기독교가 제국주의 프로젝트의 일환으로 여겨졌기 때문이다. 그러나 기독교의 일신교에 대한 강조와 같은 측면이 힌두교 신앙에 영향을 미쳤다. 기독교 평화주의는 또한 인도 독립운동에서 간접적인 표현을 발견했으며, 마하트마 간디는 예수님과 성경의 특정 구절을 감상했다.